# Un hommage
Un hommage er det andet studiealbum af den danske sanger og sangskriver Andreas Odbjerg. Det blev udgivet den 1. marts 2024 af Universal Music Group. "Smugryger" blev udgivet som den første single den 31. marts 2023, og "Benny" udkom som anden single den 19. januar 2024.
På albummet har Andreas Odbjerg haft som mål at "kaste folk rundt" og derfor blander han popmusik med bossanova, opera og klassisk musik. Un hommage er delvist skrevet i Sydfrankrig.

## Spor
| #   | Titel                                                     | Sangskriver(e)                                                                     | Producer(e)                                               | Længde |
| --- | --------------------------------------------------------- | ---------------------------------------------------------------------------------- | --------------------------------------------------------- | ------ |
| 1.  | "Ufo Uber"                                                | Andreas Ferguen Odbjerg Ole Bjørn Daniel Scheffmann Rune Borup Emil Gemmer Schultz | Bjørn & Scheffmann Rune Borup [a] Emil Gemmer Schultz [a] | 3:55   |
| 2.  | "Den vredeste mand på jorden"                             | Odbjerg Bjørn Scheffmann                                                           | Bjørn & Scheffmann                                        | 2:47   |
| 3.  | "Hund i en lejlighed"                                     | Odbjerg Daniel Thorup Mads Møller Thor Nørgaard Mads Julius Dyrst Borup            | Pitchshifters Dyrst Borup [a]                             | 3:00   |
| 4.  | "Svært at være fantastisk" (featuring Emma Sehested Høeg) | Odbjerg Emma Sehested Høeg Philip Owusu                                            | Owusu                                                     | 3:47   |
| 5.  | "Er det nu?"                                              | Odbjerg Emma Grankvist August Møller Fogh Malthe Rostrup Scheffmann                | Rostrup                                                   | 3:34   |
| 6.  | "Slipsedreng" (featuring Pilou Asbæk)                     | Odbjerg Bjørn Scheffmann                                                           | Bjørn & Scheffmann                                        | 3:02   |
| 7.  | "Liebesleid" (featuring Sigrid Matilda Thordsen)          | Knud Romer Owusu                                                                   | Owusu                                                     | 1:04   |
| 8.  | "Det' er sådan en dag"                                    | Odbjerg Thorup Bjørn Scheffmann                                                    | Bjørn & Scheffmann                                        | 2:47   |
| 9.  | "Bare en lille diagnose"                                  | Odbjerg Thorup Møller Nørgaard Mads Reinhold                                       | Pitchshifters                                             | 3:38   |
| 10. | "Smugryger"                                               | Odbjerg Thorup Møller Nørgaard Dyrst                                               | Pitchshifters Dyrst                                       | 2:43   |
| 11. | "Benny"                                                   | Odbjerg Borup Jonas Ladegaard Thorup                                               | Borup Ladegaard                                           | 3:44   |
| 12. | "Ude af mine hænder"                                      | Odbjerg Bjørn Scheffmann                                                           | Bjørn & Scheffmann                                        | 2:35   |

## Hitlister

### Ugentlig hitliste
| Hitliste (2024)        | Højeste placering |
| ---------------------- | ----------------- |
| Danmark (Album Top-40) | 2                 |

### Årsliste
| Hitliste (2024) | Placering |
| --------------- | --------- |
| Danmark         | 52        |